# لیتیخوویتسه
لیتیخوویتسه (به چکی: Litichovice) یک منطقهٔ مسکونی در جمهوری چک است که در ناحیه بنشوو واقع شده‌است. لیتیخوویتسه ۱٫۹۳ کیلومتر مربع مساحت و ۶۱ نفر جمعیت دارد.